# 斯特芬·蒂格斯
斯特芬·蒂格斯（德語：Steffen Tigges；1998年7月31日—），是一名德國職業足球員，司職前鋒。現效力於德乙球隊柏達邦。

## 俱樂部生涯

### 多特蒙德
2021年1月3日，蒂格斯在球隊對上狼堡的主場比賽中替補厄林·布朗特·哈蘭德上場，在德甲首次亮相。
2021年10月30日，蒂格斯在球隊對上科隆的主場比賽中替補上場，第63分鐘踢進他在德甲的首球。

## 個人生活
史蒂芬的雙胞胎兄弟萊昂·蒂格斯也是一名足球運動員，司職守門員，兩人都曾效力奥斯纳布吕克。

## 榮譽

### 俱樂部
奥斯纳布吕克
- 德国足球丙级联赛冠軍：2019年

 多特蒙德
- 德國盃冠軍：2021年[5]

## 外部連結
- 足球数据库：斯特芬·蒂格斯的球员统计数据
- Soccerway資料庫：斯特芬·蒂格斯